# Simpson-Gletscher
Der Simpson-Gletscher ist ein 10 km langer Gletscher in den Admiralitätsbergen im Norden des ostantarktischen Viktorialands. Er fließt in nördlicher Richtung zwischen dem Nelson-Kliff und dem Mount Cherry-Garrard und läuft in Form einer kleinen Gletscherzunge (71° 15′ S, 168° 45′ O), die auch das Ende des Fendley-Gletschers markiert, an der Pennell-Küste in die Somow-See aus.
Die Gletscherzunge wurde von Teilnehmern der Terra-Nova-Expedition (1910–1913) nach George Clarke Simpson (1878–1965) benannt, dem Meteorologen der Expedition. Der Gletscher selbst wurde vom United States Geological Survey zwischen 1960 und 1963 kartiert. Das Advisory Committee on Antarctic Names übernahm 1970 die Benennung der Gletscherzunge auch für den Gletscher.